# Loricaster testaceus
Loricaster testaceus is een keversoort uit de familie oprolkogeltjes (Clambidae). De wetenschappelijke naam van de soort werd in 1861 gepubliceerd door Étienne Mulsant en Claudius Rey.